# Suellyn Hayes
Suellyn Hayes (ur. 7 listopada 1984) – australijska zapaśniczka walcząca w stylu wolnym. Zajęła 21. miejsce na mistrzostwach świata w 2002. Złota medalistka mistrzostw Oceanii w 2002 roku.